# Duck Detective: The Secret Salami
Duck Detective: The Secret Salami ist ein Adventurespiel aus dem Jahr 2024, das von Happy Broccoli Games entwickelt und veröffentlicht wurde. Dabei handelt es sich um eine humorvolle Detektivgeschichte, in der die Spieler Rätsel lösen, um ein Geheimnis zu lüften. Eine Fortsetzung mit dem Titel Duck Detective: The Ghost of Glamping wurde im Dezember 2024 angekündigt und soll 2025 erscheinen.

## Spielmechanik
Die Spieler übernehmen die Rolle eines vom Pech verfolgten Entendetektivs in einer Stadt, in der alle Bewohner Tiere sind. Bei seinem neuesten Fall scheint die Aufgabe zunächst einfach: Er muss herausfinden, was mit einer verschwundenen Salami passiert ist. Die Spieler lösen Rätsel in Form von Phrasenvorlagen, bei denen die richtigen Wörter in das Notizbuch des Detektivs eingefügt werden müssen. Die Spieler können Wörter erraten, aber die Untersuchung des Tatorts und Gespräche mit Nicht-Spieler-Charakteren geben ihnen Hinweise. Das Spiel zeigt an, wie viele der ausgewählten Wörter richtig sind. Obwohl die endgültige Lösung des Rätsels in jedem Spiel gleich ist, können die Spieler entscheiden, wie sie vorgehen möchten. Nach Abschluss des Rätsels können die Spieler sehen, wie viel Prozent der Spieler die einzelnen Entscheidungen getroffen haben.

## Entwicklung
Das Entwicklerstudio Happy Broccoli Games hat seinen Sitz in Berlin. Am 23. Mai 2024 veröffentlichte es Duck Detective für Linux, macOS, Windows und Switch. Das Spiel wurde im September 2024 offiziell von Marcel Weyers ins Deutsche übersetzt, wobei andere Sprachen als Fan-Übersetzungen über den Steam Workshop angeboten wurden.

## Rezeption
Duck Detective: The Secret Salami erhielt positive Bewertungen auf Metacritic. Polygon lobte seinen Charme und Humor, was es unterhaltsam machte, noch einmal zurückzugehen, um weitere Hinweise zu finden. Da die Spielzeit auf wenige Stunden begrenzt ist, hofften sie, dass Happy Broccoli weitere Episoden hinzufügen würde.  Digitally Downloaded gefiel die Parodie auf den hartgesottenen Krimi, die selbst eine hartgesottene Geschichte darstellt. PCGamesN bezeichnete es als „lustig, unterhaltsam und zufriedenstellend“, was trotz der kurzen Länge von gutem Wert zeuge. Hardcore Gamer empfahl es Spielern, die Indie-Spiele und Krimis mögen, und die ihrer Meinung nach von der kurzen Länge nicht enttäuscht sein würden. Nintendo World Report lobte das Skript und die Grafik, wünschte sich aber mehr zu lösende Fälle.

## Auszeichnungen
Duck Detective: The Secret Salami wurde für den Deutschen Computerspielpreis 2025 in den Kategorien „Bestes Audiodesign“ und „Bestes Mobiles Spiel“ nominiert. Es gewann in der Kategorie „Bestes Mobiles Spiel“.